# Lambarö

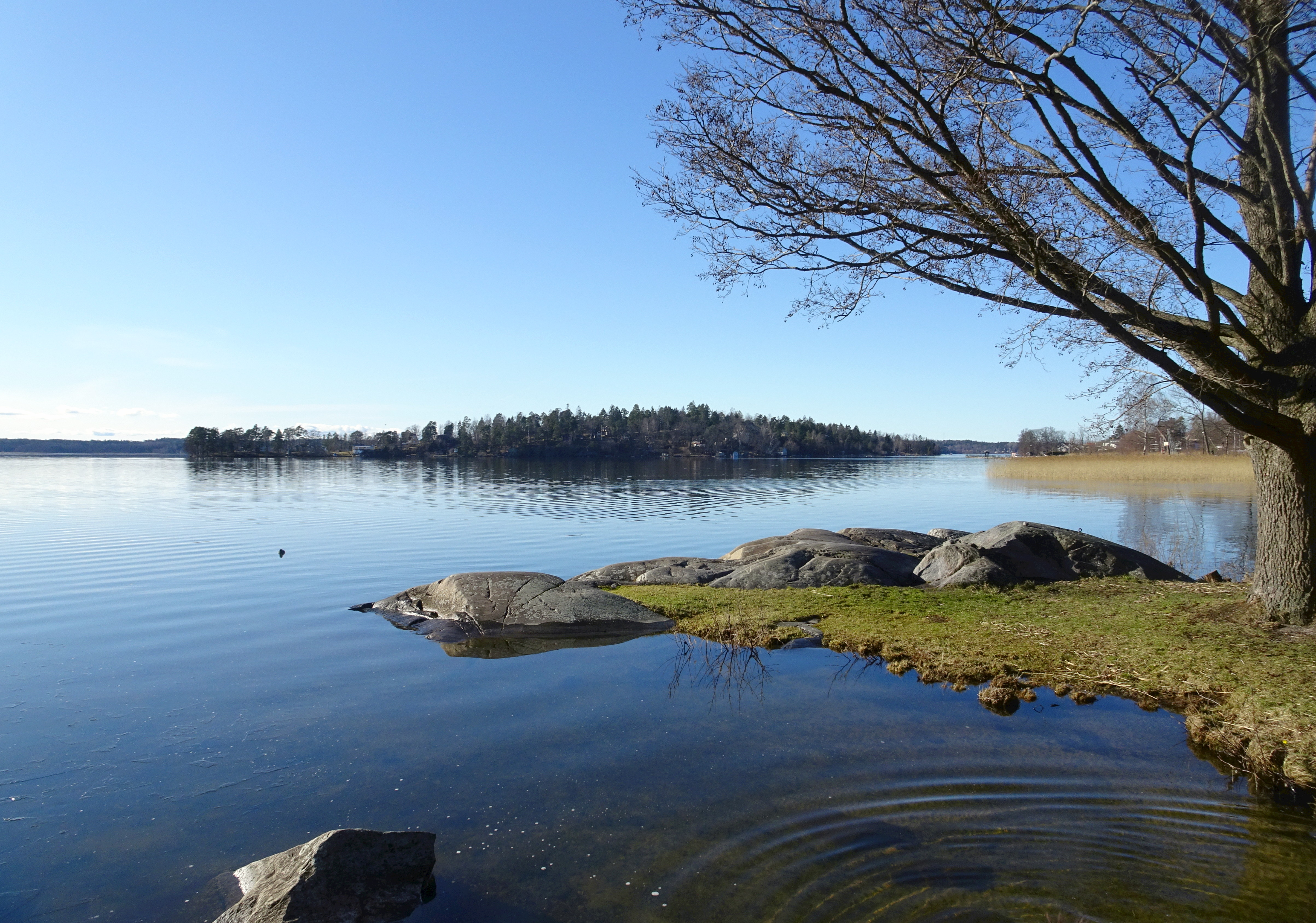
Lambarö, vy från Hässelby strandbad.

Lambarö är en ungefär en kilometer lång och 250 meter bred ö i Mälaren utanför Hässelby. Avståndet är ungefär 130 meter i sundet mellan Hässelby Villastad och Lambarön. Ön ligger i Hässelby-Vällingby stadsdelsområde i Stockholms kommun. Ön har en landareal på 24 ha och 40 invånare (2013). Från 2020 avgränsar SCB här en småort, Lambarön. Ordet "lambar" i Lambarön, Lambarudden och Lambarfjärden, kommer från det fornnordiska ordet för lamm.
Det finns vare sig fast förbindelse eller färja till Lambarö. Tidigare stakades en vinterväg ut på isen av Hässelby Värmeverk, men så sker inte längre. På Lambarö finns 58 fastigheter, av vilka knappt en tredjedel (2021) bebos permanent. 
År 2011 blev fastigheterna på Lambarö anslutna till det kommunala VA-nätet efter ett beslut från Stockholms kommun, baserat på ett EU-direktiv mot bakgrund av att Lambarfjärden utgör en vattentäkt.
Stockholms kommun har tidigare utrett möjligheten att skapa en fast förbindelse till Lambarön genom en gång- och cykelbro. Vid det senaste tillfället 2015 sa man dock återigen nej eftersom kostnaden skulle bli för hög och för att en bro till Lambarön skulle sakna allmänintresse. Frågan är också omstridd bland de boende.